# Giorgio Lucenti
Giorgio Lucenti (Ragusa, 19 settembre 1975) è un allenatore di calcio ed ex calciatore italiano, di ruolo centrocampista..
In carriera ha collezionato 66 presenze e 2 reti in Serie A e 308 presenze e 26 reti in Serie B.

## Caratteristiche tecniche
Centrocampista di fascia, preferibilmente destra, in carriera ha ricoperto anche il ruolo di terzino, soprattutto nelle prime stagioni e nel Napoli. A Piacenza è stato utilizzato anche come interno destro di un centrocampo a tre.

## Carriera

### Gli esordi
Cresciuto nel Ragusa, passa al Palermo nel 1994-1995 per 45 milioni di lire. Rimane nel capoluogo siciliano per tre stagioni (intervallate da alcuni mesi all'Atletico Catania in Serie C1), e nel 1997 passa alla Roma di Zdeněk Zeman in Serie A, per un miliardo e mezzo di lire. Nella capitale però non trova spazio, e nel gennaio 1998 si trasferisce all'Empoli, con cui debutta nella massima serie il 25 gennaio 1998 nel pareggio interno contro l'Inter. Rimane in Toscana per una stagione e mezza, collezionando 42 presenze con 2 reti.

### La maturità in Serie B: Napoli, Cagliari, Piacenza e Catania
Rientrato alla Roma, si trasferisce in comproprietà al Napoli, in Serie B, con cui conquista la promozione in Serie A sotto la guida di Walter Novellino. Riscattato dai giallorossi, viene girato al Cagliari (sempre in Serie B) nell'ambito dell'acquisto di Jonathan Zebina. Rimane in Sardegna per tre stagioni, tutte nella serie cadetta, e nel 2003 si trasferisce al Piacenza per due stagioni da titolare con Luigi Cagni prima e Giuseppe Iachini dopo. Nel 2005, in scadenza di contratto, si accorda con il Catania. Pur non essendo utilizzato come titolare, contribuisce con 30 presenze e una rete alla promozione in Serie A, e nella stagione successiva colleziona le sue ultime 24 presenze nella massima serie.

### Le ultime stagioni
Non viene riconfermato nell'estate 2007 e passa quindi al Mantova, ma già in gennaio si trasferisce al Frosinone, sempre in Serie B, sottoscrivendo un contratto fino a giugno 2009. Nelle due stagioni è globalmente poco impiegato (36 presenze in tutto), e alla scadenza del contratto rimane svincolato.
Il 22 luglio 2009 firma un contratto biennale con il Potenza, militante in Lega Pro Prima Divisione. In seguito alla retrocessione della formazione lucana in Seconda Divisione, il 3 settembre 2010 si trasferisce al Siracusa. Al termine della stagione 2011-2012 rimane svincolato, a causa della mancata iscrizione del club siciliano al campionato.

### Carriera da allenatore
Dalla stagione 2019-2020 è allenatore delle giovanili della Juve Stabia. Nel 2024 passa al Catanzaro, prima come collaboratore tecnico di Fabio Caserta e poi dal 2025 di Alberto Aquilani.